# Вічна боротьба (фільм, 1918)
«Вічна боротьба» (англ. The Struggle Everlasting) — американська драма режисера Джеймса Кірквуда 1918 року.

## У ролях
- Флоренс Рід — Тіло / Лоїс
- Мілтон Сіллс — Розум / Брюс
- Ірвінг Каммінгс — Душа / Дін
- Веллінгтон А. Плейтер — Чемпіон з боксу / Боб Демпсі
- Е. Дж. Реткліфф — банкір
- Едвард Гойт — Мудрець / доктор Брандт
- Фред С. Джонс — Музикант / П'єр Вірон
- Альберт Голл — Класс Поет
- Річард Гаттерас — Аристократ / Нед Гойн